# Stuart Mill (Australia)
Stuart Mill è una città australiana, situata nello Stato di Victoria, nella Contea di Northern Grampians. Il paese dista 232 km da Melbourne.
La città prende il nome da John Stuart Mill, filosofo e economista britannico.